# Ciocănitoare andină
Ciocănitoarea andină (Colaptes rupicola) este una dintre cele trei ciocănitori care trăiesc la sol (celelalte sunt ciocănitoarea de teren și ciocănitoarea de câmp). Se găsește în Argentina, Bolivia, Chile, Ecuador și Peru.

## Comportament
Ciocănitoarea andină este în general un rezident pe tot parcursul anului în întreaga sa zonă de răspândire, dar se crede că dacă este forțată de zăpadă sau frig coboară de la cele mai înalte altitudini.

### Hrana
În căutarea hranei, Ciocănitoarea andină este aproape în întregime terestră. Păsări singure, perechi și grupuri gregare de până la 10 păsări se deplasează prin peisaj. De obicei, pasărea coboară de la un punct de observație pentru a cerceta, săpa și mătura pietricele și resturi în căutarea prăzii, apoi se întoarce la locul de observație. Dieta sa este formată din insecte, inclusiv gândaci adulți și larve.

## Galerie

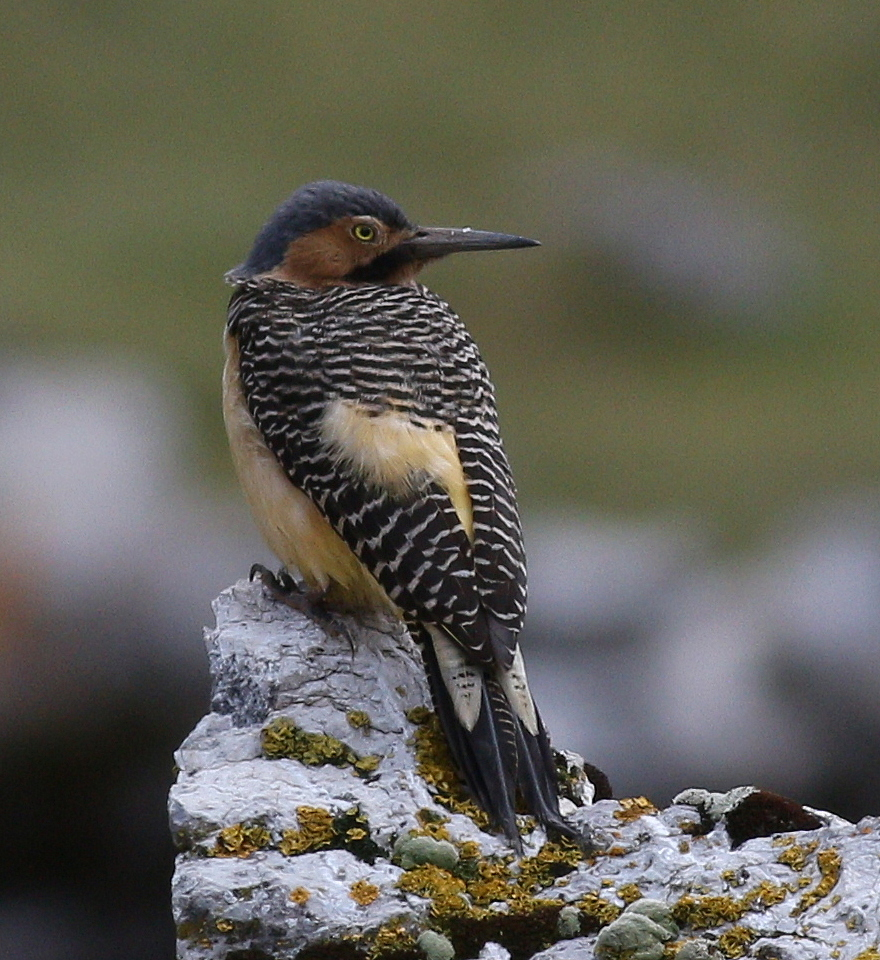
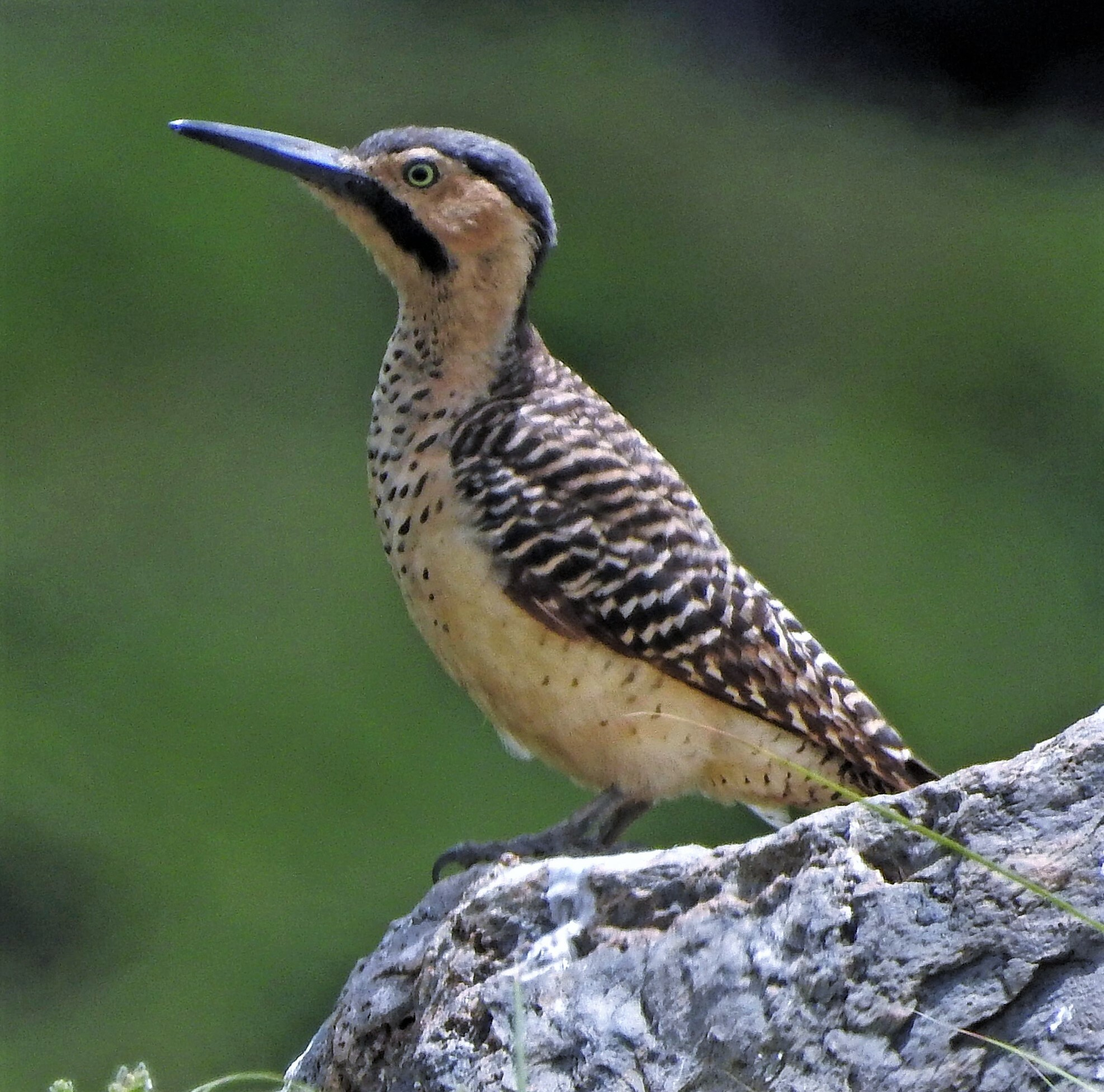
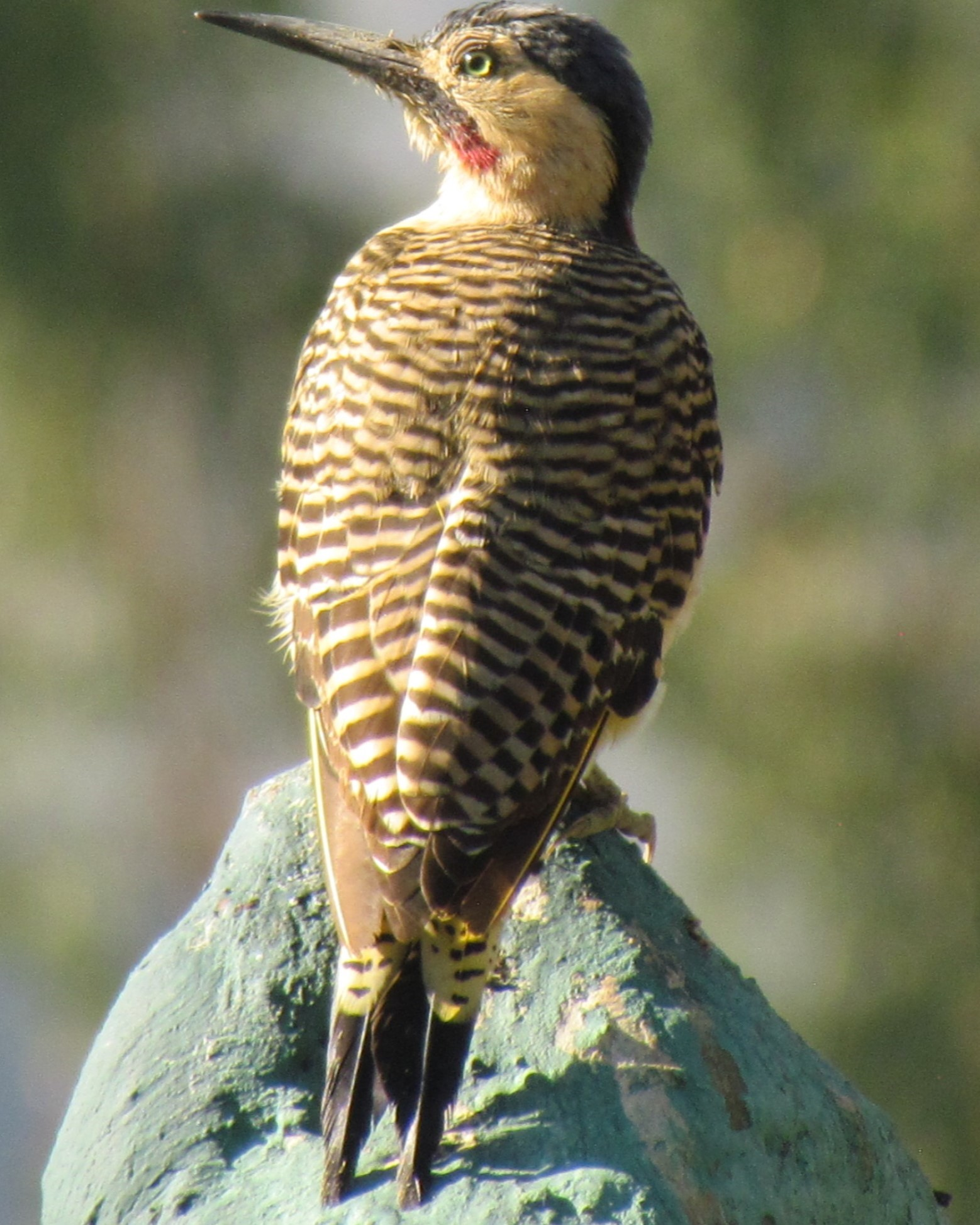
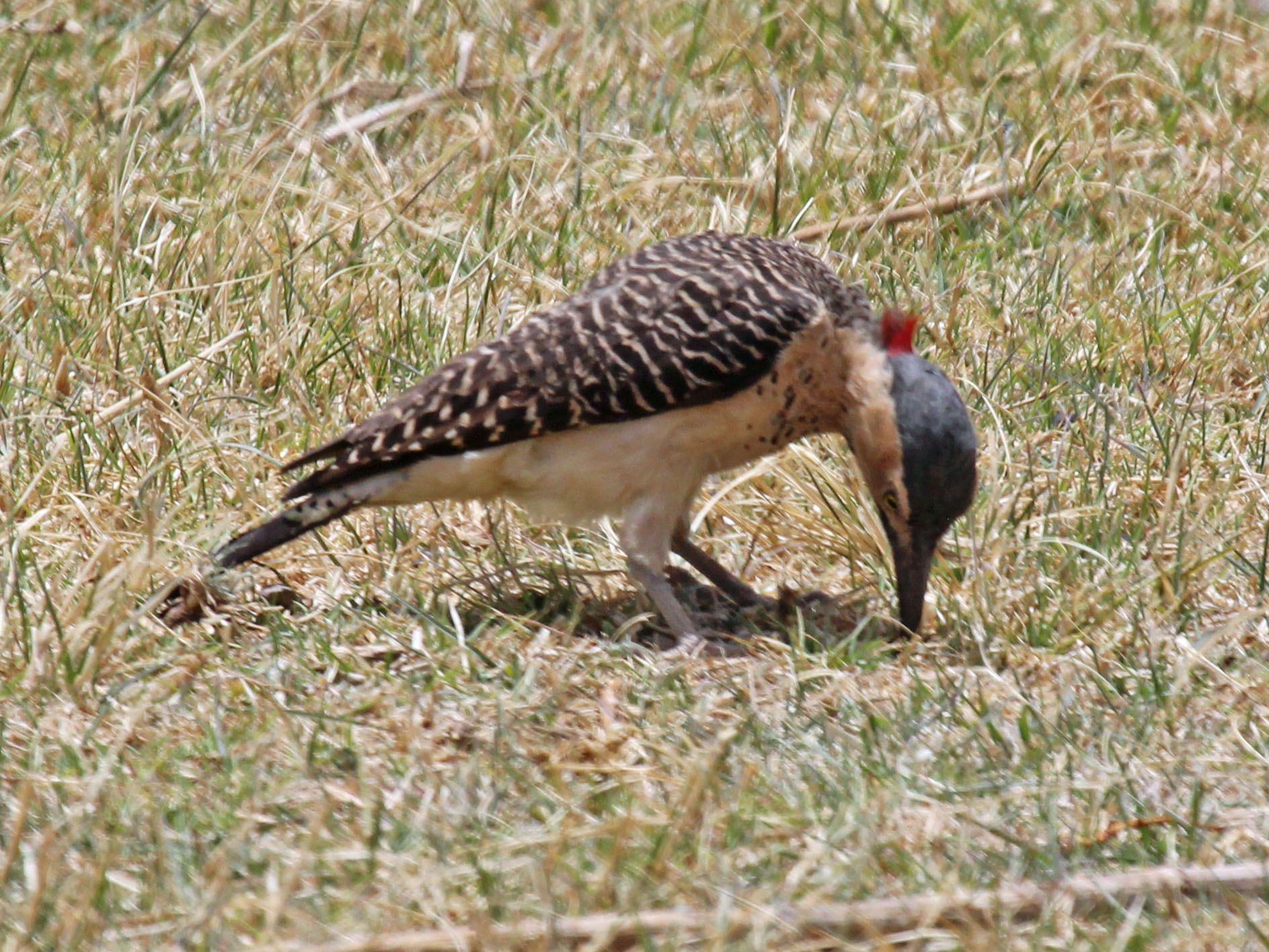
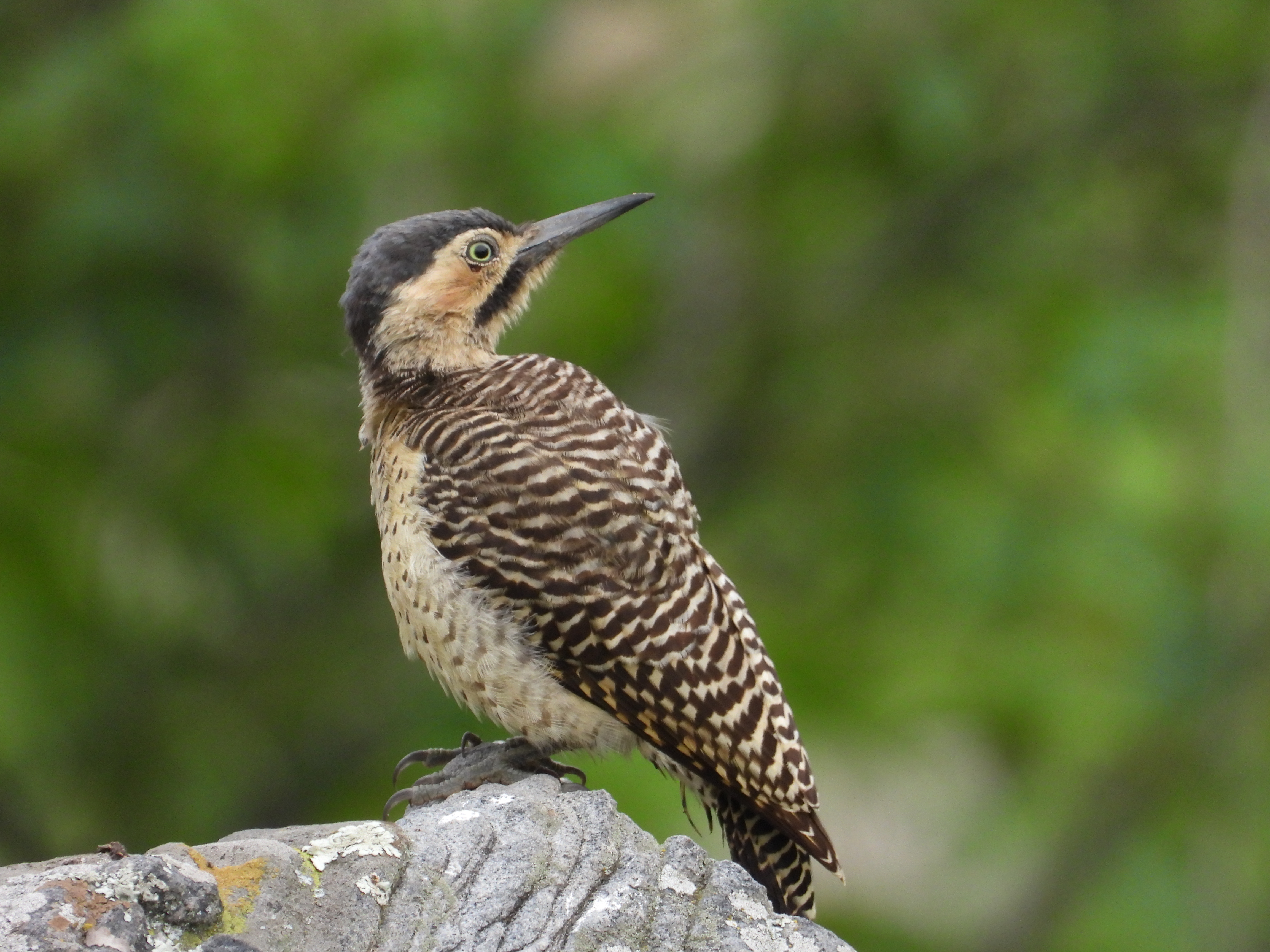